# Clistoabdominalis macropygus
Clistoabdominalis macropygus är en tvåvingeart som först beskrevs av Meijere 1914.  Clistoabdominalis macropygus ingår i släktet Clistoabdominalis och familjen ögonflugor. Inga underarter finns listade i Catalogue of Life.